# Świdwin
Świdwin (Duits: Schivelbein) is een stad in het Poolse woiwodschap West-Pommeren, gelegen aan de Rega in de powiat Świdwiński. De oppervlakte bedraagt 22,51 km², het inwonertal 15.487 (2011).
De stad fungeert als het bestuurscentrum van de landgemeente Świdwin (gmina Świdwin), waartoe ze zelf niet behoort.
De Mariakerk (Kościół Mariacki) is een driebeukige laatgotische kruisbasiliek. Ook heeft de stad een in oorsprong middeleeuws kasteel.
De Poolse luchtmacht vliegt vanaf een basis nabij Świdwin met kleine vliegtuigen.

## Verkeer en vervoer
- Station Świdwin

## Partnergemeente
- Prenzlau (Duitsland)

## Geboren
- Rudolf Virchow (1821-1902), arts, antropoloog, politicus